# Nepeta beltranii
Nepeta beltranii es una especie de planta herbácea de la familia Lamiaceae. Fue descrita por primera vez por el segorbino Carlos Pau Español, en 1912, que se la dedicó a su paisano Francisco Beltrán.

## Morfología
Planta anual o vivaz de corta vida, que puede desarrollarse hasta los 60-70 cm de altura. Especie dioica, de biotipo terófita o hemicriptófita de la familia de las labiadas. Tiene apetencias por suelos ricos en sulfatos. Es un endemismo que se encuentra en algunas localidades de la península ibérica (Alcalá de Henares, Alcanadre, Aranjuez y Rivas-Vaciamadrid).

## Taxonomía
Hay diferencias sobre si la Nepeta Beltranii es una especie diferenciada, o si es una variante de la especie Nepeta hispanica.

## Sinónimo
- Nepeta hispanica subsp. hispanica[6]

## Nombre común
- Castellano: nébeda de Beltrán, nebeda de Beltrán.